# Parafia Chrystusa Odkupiciela w Chełmie
Parafia Chrystusa Odkupiciela w Chełmie – parafia rzymskokatolicka w Chełmie, należąca do dekanatu Chełm – Wschód w archidiecezji lubelskiej. 

## Historia
W 1982 roku rozporządzeniem bp Bolesława Pylaka utworzono samodzielny ośrodek duszpasterski w nowej dzielnicy miasta na osiedlu Kościuszki. 17 kwietnia 1983 roku ustawiono krzyż i poświęcono plac pod budowę kościoła. 19 września 1983 roku została erygowana parafia pw. Chrystusa Odkupiciela, z wydzielonego terytorium parafii: Narodzenia NMP i Rozesłania Apostołów. 
Początkowo msze święte odprawiano w tymczasowej drewnianej kaplicy. W 1985 roku rozpoczęto budowę kościoła, według projektu architekta Janusza Gawora. 15 sierpnia 1983 roku do parafii został przekazany z Bazyliki NNMP obraz Matki Bożej Mielnickiej, pochodzący wcześniej  z Wołynia. 
W 2005 roku ukończono budowę kościoła, który w grudniu 2005 roku został przez abpa Józefa Życińskiego poświęcony. 27 października 2013 roku odbyła się konsekracja kościoła, której dokonał abp Stanisław Budzik.

## Proboszczowie
- ks. Stanisław Wypych (1983–1994)
- ks. kan. Grzegorz Mikołaj Szymański  1 lipca 1994 – 30 czerwca 2022)
- ks. Ireneusz Jacek Posturzyński (od 1 lipca 2022)-nadal[3]

## Zasięg parafii
Do parafii należą wierni z miejscowości: Krzywice, Krzywice-Kolonia, Pokrówka, Strupin Łanowy oraz z Chełma mieszkający przy ulicach: 3 Maja, Droga Męczenników, Grota Roweckiego, I Armii WP, Ks. M. Mrozka, Lwowskiej, Małachowskiego, Nowy Świat, Połanieckiej, Powstańców Warszawy, Wiercieńskiego, Wojsławickiej i Wolności.